# واشو ولی (نوادا)
واشو ولی (به انگلیسی: Washoe Valley) یک منطقهٔ مسکونی در ایالات متحده آمریکا است که در نوادا واقع شده‌است. واشو ولی ۱۳٫۱ کیلومتر مربع مساحت و ۳٬۰۱۹ نفر جمعیت دارد و ۱٬۵۵۳٫۲۸ متر بالاتر از سطح دریا واقع شده‌است.